# Édouard du Mesnildot
Édouard-Auguste-Bernardin du Mesnildot (21 décembre 1833, Anneville-en-Saire - 3 février 1910, Anneville-en-Saire), est un homme politique français.

## Biographie
Fils d'Auguste du Mesnildot, garde du corps de Louis XVIII, et de Clotilde Elisabeth Le Tort d'Anneville, il épouse la fille d'Henri Charles Timoléon du Parc, puis Mlle de Pierre de Bernis.
Grand propriétaire et agronome distingué de la Manche, maire d'Anneville-en-Saire, conseiller général du canton de Quettehou depuis 1866, et plusieurs fois président de la commission de la voirie vicinale de ce conseil, il se présenta à la députation, comme candidat conservateur, le 21 août 1881, dans l'arrondissement de Valognes, où il échoua avec 6 264 voix contre 8 482 voix à Hervé Maugon, républicain.
Porté sur la liste conservatrice de la Manche, le 4 octobre 1885, il fut élu député de ce département. Il prit place à la droite monarchiste, combattit la politique scolaire et coloniale du gouvernement. Réélu en 1889, il est cependant invalidé quelques semaines plus tard pour avoir diffamé son concurrent républicain François de Largorsse, qui le bat lors des élections partielles du 26 janvier 1890.

## Sources
- « Édouard du Mesnildot », dans Adolphe Robert et Gaston Cougny, Dictionnaire des parlementaires français, Edgar Bourloton, 1889-1891 [détail de l’édition]
- « Édouard du Mesnildot », dans le Dictionnaire des parlementaires français (1889-1940), sous la direction de Jean Jolly, PUF, 1960 [détail de l’édition]